# Edinburgh of the Seven Seas

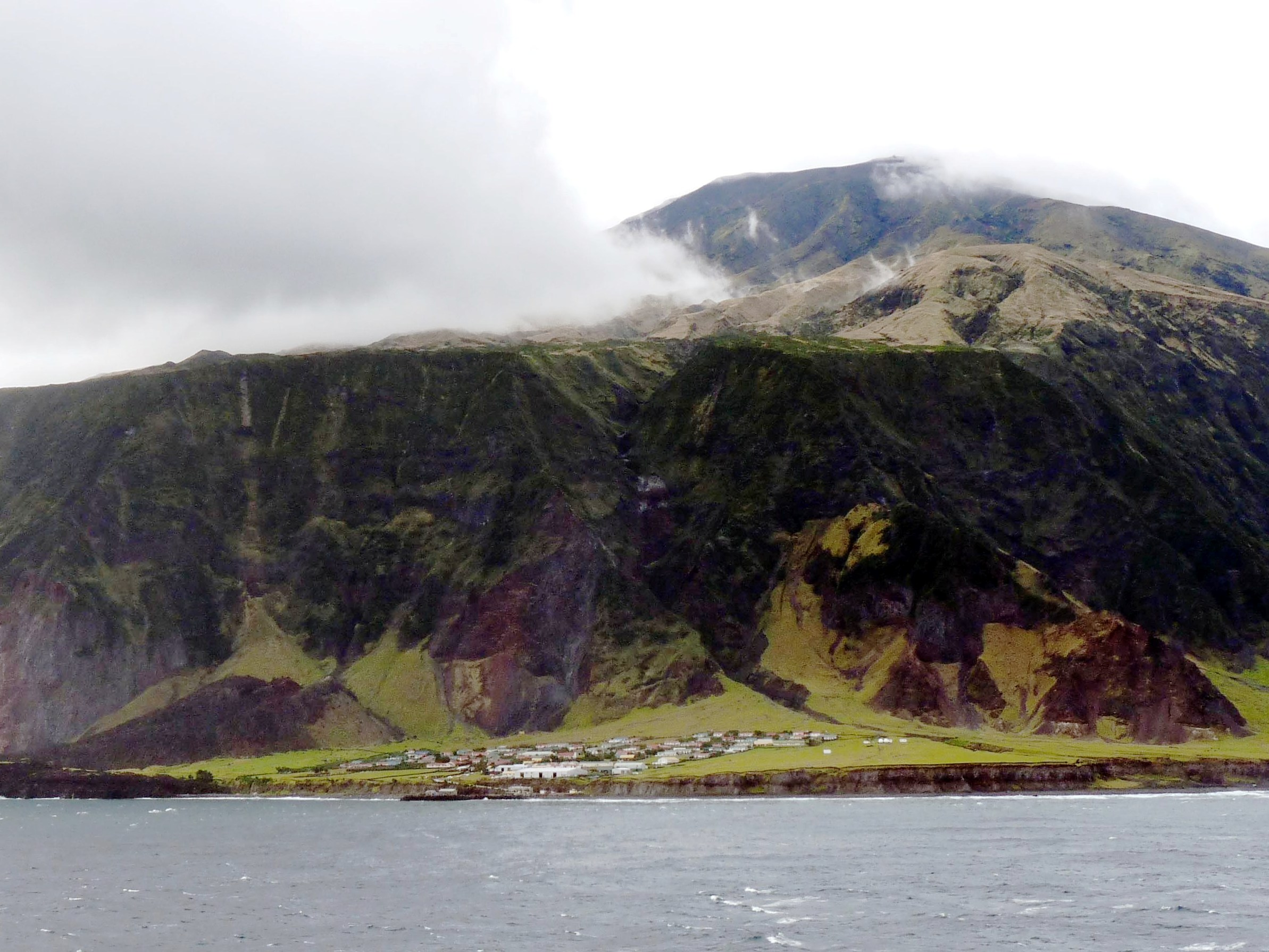
Edinburgh of the Seven Seas.

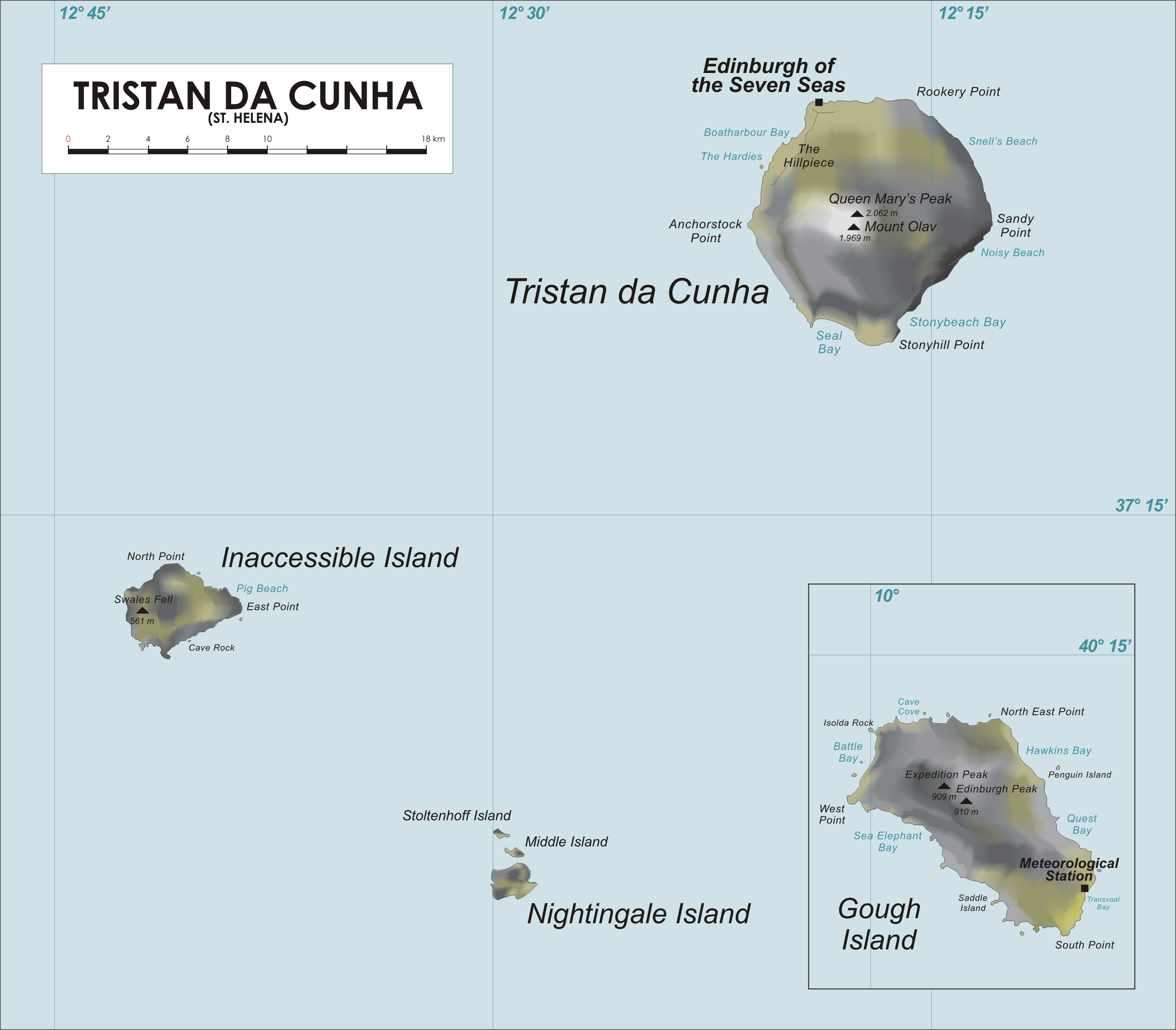
Edinburgh of the Seven Seas läge.

Edinburgh of the Seven Seas är huvudorten på ön Tristan da Cunha i det brittiska transmarina territoriet Sankta Helena, Ascension och Tristan da Cunha.
Staden är belägen på öns norra del nedanför en ca 800 meter hög klippa och har cirka 300 invånare. Staden kallas lokalt alltid "The Settlement" (svenska: bosättningen).
Staden ligger vid stränderna Little beach och Big beach och har förutom förvaltningsbyggnader en mindre hamn och ett postkontor. Den skadades kraftigt vid ett vulkanutbrott 1961, vilket tvingade hela bosättningens befolkning att flytta till Storbritannien. Detta ledde till att de övergivna byggnaderna plundrades. 1963 återvände de flesta av invånarna och återuppbyggde orten. Staden är knutpunkt i öns vägnät men nås utifrån endast genom hamnen då den saknar flygplats.
Edinburgh of the Seven Seas är den enda större bosättningen på Tristan de Cunha och anses vara en av världens mest avlägsna bosättningar. Det är över 2 400 kilometer till den närmaste bosättningen på Sankta Helena.

## Historia
Staden grundades av britterna 1815 och namngavs efter Alfred av Edinburgh, Viktoria I av Storbritanniens andra son.
Napoleon I hölls fången på Sankt Helena, och en militär styrka placerades därför på Tristan da Cunha för att se till att inga fritagningsförsök inträffade. Den militära styrkan på ön var kvar till andra världskrigets slut.